# ГНУ-ова лиценца за слободну документацију
ГНУ-ова лиценца за слободну документацију (енгл. GNU Free Documentation License; скраћено ГЛСД, на енглеском GNU FDL или GFDL) је копилефт лиценца за слободну документацију коју је осмислила Задужбина за слободни софтвер, а за потребе Пројекта ГНУ.
Ова лиценца дозвољава кориснику лиценцираног материјала да исти умножава, редистрибуира, и модификује, под условом да сви умношци и изведена дела буду доступна под истом лиценцом. Умношци могу бити комерцијално продавани, али уколико се производе у већим количинама (већим од 100), оригинални документ или изворни код морају бити учињени доступним примаоцу рада.
ГЛСД је развијена за потребе референтних приручника, документационог и сличних материјала који обично прате ГНУ софтвер. Међутим, може се користити за било која текстуална дела, независно од њиховог садржаја или намене. На пример, Википедија користи ГЛСД за сав свој текстуални садржај.